# Xenopsaris albinucha
Xenopsaris albinucha là một loài chim trong họ Tityridae.
Loài chim này được tìm thấy ở Nam Mỹ, hầu hết các nước phía đông Andes: Venezuela, Brazil, Bolivia, Paraguay, Uruguay và Argentina. Chúng sinh sống trong rừng mở và các sinh cảnh rừng mở khác, nó hầu như là tĩnh tại, mặc dù một số quần thể có thể di cư. Loài này, có liên quan mật thiết với Pachyramphus và Tityra, được coi là một đớp ruồi bạo chúa hoặc contingidae, trước khi nó được đặt trong Tityridae.
Loài chim này có thân dài 12,5 đến 13 cm, có phần dưới màu trắng, chóp đầu màu đen và màu xám nâu phía trên. chim trống và chim mái có bộ lông giống nhau, mặc dù chim mái có phần trên mờ hơn. Loài chim này ăn côn trùng trong lá cây và cây bụi, và đôi khi trên mặt đất. Tổ hình bát được xây trong chảng ba của cây. Chim bố và chim mẹ luân phiên ấp trứng và nuôi chim con. Loài này không phổ biến và rất ít người biết về nó, nhưng nó không bị đe dọa tuyệt chủng, và đã được Tổ chức Bảo tồn Thiên nhiên Quốc tế liệt kê là loài ít quan tâm.

## Phân loại
Loài này được mô tả bởi nhà khoa học Hermann Burmeister năm 1869, dựa trên một mẫu vật thu được gần Buenos Aires. Burmeister ban đầu đặt nó trong chi chi,Pachyramphus. Loài này được di chuyển đến chi đơn vị Xenopsaris của Robert Ridgway năm 1891, nhưng vẫn được biết là có liên quan chặt chẽ đến Pachyramphus. Một nghiên cứu về giải phẫu học năm 1989 đã xác định Pachyramphus là một loại phân loại của chị em đối với Xenopsaris,, nhưng loài này được giữ trong chi riêng bởi một số khác biệt hình thái và hành vi, cụ thể là kích thước nhỏ hơn, hình dáng của chân, chiều dài Lông vũ bay chính của nó, sự thiếu nam tính giới tính (sự khác biệt bộ lông giữa chim trống và chim mái) và việc xây dựng tổ. 
Việc xác định loài này thuộc về họ nào vẫn chưa được giải quyết trong hơn một thế kỷ. Theo Xenopsaris và các đồng minh của nó là "các loại phân loại có tính toán về vấn đề phân loại được hơn một trăm năm đã được dịch chuyển qua lại giữa cotingas (Cotingidae) Và Tyrannidae ".
Khi được đặt cùng với những loài đớp ruồi bạo chúa, Tyrannidae, Tyrannidae, nó được xem là liên quan chặt chẽ đến các giống Suiriri, Serpophaga và Knipolegus . Sự không chắc chắn không chỉ dừng lại ở loài này, vì có một sự nhầm lẫn chung về nơi để vẽ đường giữa cotingas, kẻ trộm bay chiến đấu và manakin
Phương án đã được cung cấp bởi cùng một nghiên cứu năm 1989 đã xác nhận mối liên hệ giữa "Xenopsaris" và "Pachyramphus". Trong đó, "Xenopsaris" và sáu chi khác trước đây được tổ chức trong ba gia đình đã được tìm thấy thực sự thành lập một họ thứ tư, sau đó được gọi là [Tityridae]. Chi này bây giờ được đặt bởi Ủy ban phân loại Nam Mỹ của Hội Điểu học Hoa Kỳ
Một nghiên cứu năm 2007 về DNA ty thể DNA đã xác nhận vị trí loài này trong Tityridae và mối quan hệ gần gũi với "Pachyramphus" cũng như chi Tityra. Ba giống này được tìm thấy có mối quan hệ xa hơn với một chi Iodopleura thứ tư, mặc dù cần phải nghiên cứu thêm để hiểu được mối quan hệ hoàn toàn giữa bốn chi này. "/>
Tên chi  Xenopsaris  có nguồn gốc từ từ [x] cổ Hy Lạp, có nghĩa là "người lạ", và "Psaris", đồng nghĩa với "Tiyra", dựa trên tiếng Hy Lạp cổ đại nghĩa là chim sáo
 described by Georges Cuvier in 1817. Tên cụ thể albinucha từ tiếng Latin đề cập đến chóp đầu trắng (albus) của nó (nuchus). The species is also known as the reed becard, white-naped becard and simply xenopsaris.
Có hai phân loài của loài này, phân loài chỉ định và phân loài hạn chế hơn X. a. minor của Venezuela, được mô tả bởi Carl Eduard Hellmayr in 1920.

## Hành vi
Đây là loài ăn côn trùng, nhưng chưa có nghiên cứu nào được thực hiện về chế độ ăn của chim trưởng thành. Chim con được nuôi bằng các loài trong họ Acrididae, Mantispidae, bọ ngựa và muỗi. Chim trưởng thành Người trưởng thành thường săn một mình hoặc đôi khi theo cặp, và các cặp sinh sản thường có thể quan sát thấy việc săn bắt khá xa nhau. Chúng nhút nhát, nói chung là không ồn ào và không dễ thấy. Chúng thường săn bắt từ một chỗ đậu ở ở mép bên ngoài của tán lá cây, quan sát con mồi và sau đó tự phóng 0,5-1,5 m để chụp lấy con mồi từ lá cây. Chúng cũng tấn công từ một vị trí lơ lửng trên lá cây, và có thể đuổi theo con mồi nhào lộn trong một khoảng cách. Chúng thường bắt mồi ở gần mặt đất và đôi khi lấy con mồi từ mặt đất cũng như từ thực vật.